# Bataille de Tadla (1554)
Pour les articles homonymes, voir Bataille de Tadla.
conflits algéro-chérifiens
Batailles
La bataille de Tadla s'est déroulé en septembre 1554 à Tadla entre Abu al-Hasan le dernier sultan de la dynastie wattasside et Mohammed ech-Cheikh, le sultan des Saadiens.
En 1549, les Wattassides avaient perdu Fès aux rivaux saadiens sous leur chef Mohammed ech-Cheikh. Abu al-Hasan s'est enfui à la régence d'Alger, où on lui a offert l'asile.

## Déroulement
Abu al-Hasan a pu avec l'aide des Ottomans sous Salah Raïs reconquérir Fès en 1554. Abu al-Hasan a été mis en place comme le sultan de Fès, soutenu par les janissaires. Abu al-Hasan a payé les troupes turques et leur a donné la base de Peñón de Vélez de la Gomera, que les Marocains avaient reconquise à l'Espagne en 1522.
La reconquête de Fès était de courte durée cependant. Abu al-Hasan a été vaincu et tué par les Saadiens à la bataille de Tadla en septembre 1554. Sa tête est portée en triomphe après la bataille.

## Conséquences
Après la bataille, Mohammed ech-Cheikh a pu entrer dans la ville de Fès le 13 septembre 1554 et est devenu le sultan incontesté du Maroc.
Les Ottomans réagirent en assassinant Mohammed ech-Cheikh en 1557 et ont essayé d'envahir le pays l'année suivante, menant à la bataille de l'Oued-el-Leben.